# Raphael Westermeier
Raphael Westermeier (* 13. Juni 1982 in Köln) ist ein deutscher Schauspieler und Gewerkschafter.

## Leben
Raphael Westermeier wurde in Köln geboren und wuchs in Hamm und Paderborn auf.
Von 2001 bis 2005 studierte er Schauspiel an der Bayerischen Theaterakademie August Everding in München. Bereits während des Studiums trat er im dortigen Akademietheater auf und gastierte am Bayerischen Staatsschauspiel unter Dieter Dorn.
2005 wurde Raphael Westermeier ans Theater Ulm engagiert und blieb dort im Ensemble, bis er 2014 ans Landestheater Tübingen (LTT) wechselte. 2018 verließ er das LTT wieder und gastierte in den folgenden Spielzeiten unter anderem am Theater Freiburg, Theater Oberhausen und dem Theater Konstanz.
2020 wurde er ans Schauspiel Dortmund engagiert, wo er bis 2024 im Ensemble war.
Neben seiner Arbeit am Theater ist Raphael Westermeier auch immer wieder in verschiedenen Film- und Fernsehproduktionen zu sehen.
Seit Mai 2023 ist er Landesvorsitzender der Genossenschaft Deutscher Bühnen-Angehöriger (GDBA) in NRW und seit September 2023 der Stellvertreter der Präsidentin Lisa Jopt. Seit 2024 arbeitet Raphael Westermeier als Vizepräsident und Gewerkschaftssekretär hauptberuflich für die GDBA.

## Filmografie (Auswahl)
- 2005: Der große Schlaf, Regie Mona Lenz
- 2014: Ein Geschenk der Götter
- 2018: SOKO Stuttgart (Staffel 10, Folge: Cool bleiben)
- 2021: Trümmermädchen
- 2022: Tatort: Propheteus
- 2022: SOKO Köln (Fernsehserie, Folge: Furry Tales)
- 2023: Unsere wunderbaren Jahre (Staffel 2)
- 2023: Rentnercops (Fernsehserie, Folge: Volle Kraft voraus)
- 2025: Cassandra (Fernsehserie)

## Theater (Auswahl)
- Theater Dortmund: Woyzeck, Regie: Jessica Weisskirchen
- Theater Dortmund: Das Kapital, Regie: Kieran Joel
- Theater Dortmund: Der Platz, Regie: Julia Wissert
- Theater Freiburg: 89/90, Regie: Sascha Flocken
- LTT: Palmer – Zur Liebe verdammt fürs Schwabenland, Regie: Gernot Grünewald
- LTT: Stück Plastik, Regie: Alexander Marusch
- Theater Ulm: Der gute Mensch von Sezuan, Regie: Antje Schupp
- Theater Ulm: Der große Marsch, Regie: Fanny Brunner
- Theater Ulm: Hexenjagd, Regie: Andreas von Studnitz
- Ulmer Theater: Peer Gynt, Regie: Martin Kloepfer

## Auszeichnungen
- 2016: Günther-Rühle-Preis der Deutschen Akademie der Darstellenden Künste für das Ensemble von „Palmer – Zur Liebe verdammt fürs Schwabenland“[6]